# 안산시 단원구 을
안산시 단윈구 을은 대한민국의 폐지된 국회의원 선거구이다. 당시 경기도 안산시 단원구의 일부 지역을 관할했다.

## 역사
2002년 11월, 안산시에 구제가 실시되면서 일반구인 단원구가 신설되었다. 이에 제17대 국회의원 선거를 앞두고 신설되었다.
2024년 제22대 국회의원 선거를 앞두고 안산시 지역의 선거구가 개편되었다. 이에 중앙동, 고잔동, 호수동은 신설되는 안산시 을 선거구로, 초지동과 대부동은 신설되는 안산시 병 선거구로 각각 편입됨에 따라 폐지되었다.

## 관할 구역

### 안산시 단원구
- 중앙동
- 고잔동
- 초지동
- 호수동
- 대부동

## 역대 국회의원
| 선거   | 정당 | 정당         | 의원   |
| ------ | ---- | ------------ | ------ |
| 2004년 |      | 열린우리당   | 제종길 |
| 2008년 |      | 한나라당     | 박순자 |
| 2012년 |      | 민주통합당   | 부좌현 |
| 2016년 |      | 새누리당     | 박순자 |
| 2020년 |      | 더불어민주당 | 김남국 |

## 역대 선거 결과

### 대한민국 제17대 국회의원 선거
|  | 44.79% |

|  | 34.32% |

|  | 9.90% |

|  | 8.19% |

|  | 2.78% |

### 대한민국 제18대 국회의원 선거
|  | 52.17% |

|  | 46.05% |

|  | 1.76% |

### 대한민국 제19대 국회의원 선거
|  | 48.90% |

|  | 48.04% |

|  | 3.05% |

### 대한민국 제20대 국회의원 선거
|  | 38.08% |

|  | 33.18% |

|  | 25.34% |

|  | 3.39% |

### 대한민국 제21대 국회의원 선거
|  | 51.32% |

|  | 46.87% |

|  | 1.05% |

|  | 0.74% |